# Treecko
Treecko (japanski: キモリ Kimori) jedan je od 1025 fiktivnih vrsta Pokémona iz medijske franšize Pokémon, skupa Pokémon videoigara, animiranih serija, manga stripova, knjiga, igraćih karata i drugih medija kojima je tvorac Satoshi Tajiri. Svrha je Treeckoa u videoigrama, animiranoj seriji i manga stripovima, kao i svrha ostalih Pokémona, borba s divljim Pokémonima – neukroćenim stvorenjima koje igrači i likovi pronalaze dok kreću na razne avanture – i pripitomljenim Pokémonima drugih Pokémon trenera.
Treeckovo je ime kombinacija engleskih riječi tree = šuma, koja je njegovo prirodno stanište, i gecko = macaklin, životinja kojoj liči. Njegovo japansko ime Kimori kombinacija je riječi ki = stablo i yamori = macaklin.

## Biološke karakteristike
Svaki Treecko ima kukice na svojim stopalima koje im omogućuju penjanje po okomitim zidovima. Napada protivnike snažnim treskom svoga repa. Veoma je staložen i miran, i nikada ne paničari bez obzira na situaciju. Ako veći Pokémon zuri u Treeckoa, Treecko će u istoj mjeri zuriti u njega bez odstupanja i bježanja. Radi svoje gnijezdo na velikom drvetu u šumi i čuva svoj teritorij od svakog tko se približi njegovom teritoriju. Kažu da je čuvar šuma. Sposoban je predvidjeti vrijeme sa svojim repom. Poput ostalih početničkih Pokémona svoje generacije Treecko je dvonožac te je razbio tradiciju početnika svoga tipa time što nije četveronožac poput Bulbasaura i Chikorite.

## U videoigrama
Jedan od dosljednih aspekata svih Pokémon igara – od Pokémon Red i Blue za Nintendo Game Boy, do igara Pokémon Diamond i Pearl za Nintendo DS konzole – izbor je tri različita Pokémona na početku igračeve avanture; ta tri Pokémona etiketirana su kao Početni (ili starter) Pokémoni. Igrač može birati između Vodenog, Vatrenog ili Travnatog Pokémona, autohtonog za to područje; iznimka od ovog pravila je Pokémon Yellow (remake verzija prvotnih igara koja prati priču Pokémon animirane serije), gdje igrač dobiva Pikachua, Električnog miša, poznatog po tome što je maskota Pokémon medijske franšize.
Treecko je izbor Travnatog tipa Pokémona u Pokémon Ruby, Pokémon Sapphire i Pokémon 
Emerald  za Nintendo Game Boy Advance. Treecko je jedini Travnati starter Pokémon koji 
nema nikakvu biljku na svom tijelu. Ako igrač bira Treeckoa, izabrana opcija težine igre 
postane lakša nego ako igrač izabere Vatrenog tipa (Torchic), ali jednako teška ako igrač
izabere Vodenog tipa (Mudkip), naročito zbog prednosti koju ima nad prvim Vođom  
Dvorane, Roxanne, snažne trenerice koju igrač mora pobijediti kako bi mogao napredovati u
igri. Roxanne koristi Kameni tip Pokémona poput Geoduda koji imaju slabost na Travnate i 
Vodene napade. Treecko je također jedan od šesnaest startera u Pokémon Mystery Dungeon 
videoigri.
Travnati je tip Pokémona, što znači da se specijalizirao u napadima vezanim za biljni svijet
(kao što je napadanje oštrim listovima i šibanje viticama). Treecko se razvija u Grovylea na 
16. razini te zatim u Sceptilea, njegov završni oblik, na 36. razini.

## U animiranoj seriji
Tijekom njegovih avantura u Hoenn regiji, Ash je uhvatio Treeckoa u epizodi 283, "Gužva Na Drvetu", koji je postao drugi Pokémon kojeg je Ash uhvatio u Hoennu (prvi je bio Taillow). Treecko kojeg je Ash uhvatio bio je odmetnik u grupi Treeckoa koji su zajedno živjeli u
Petalburg Šumi. Treecko je zatim evoluirao u Grovylea u epizodi 342, a zatim u Sceptilea
tijekom epizode 438.